# Göptjärnen
Göptjärnen är en sjö i Dals-Eds kommun i Dalsland och ingår i Göta älvs huvudavrinningsområde. Sjöns area är 0,024 kvadratkilometer och den är belägen 130 meter över havet.